# Bryn Celli Ddu

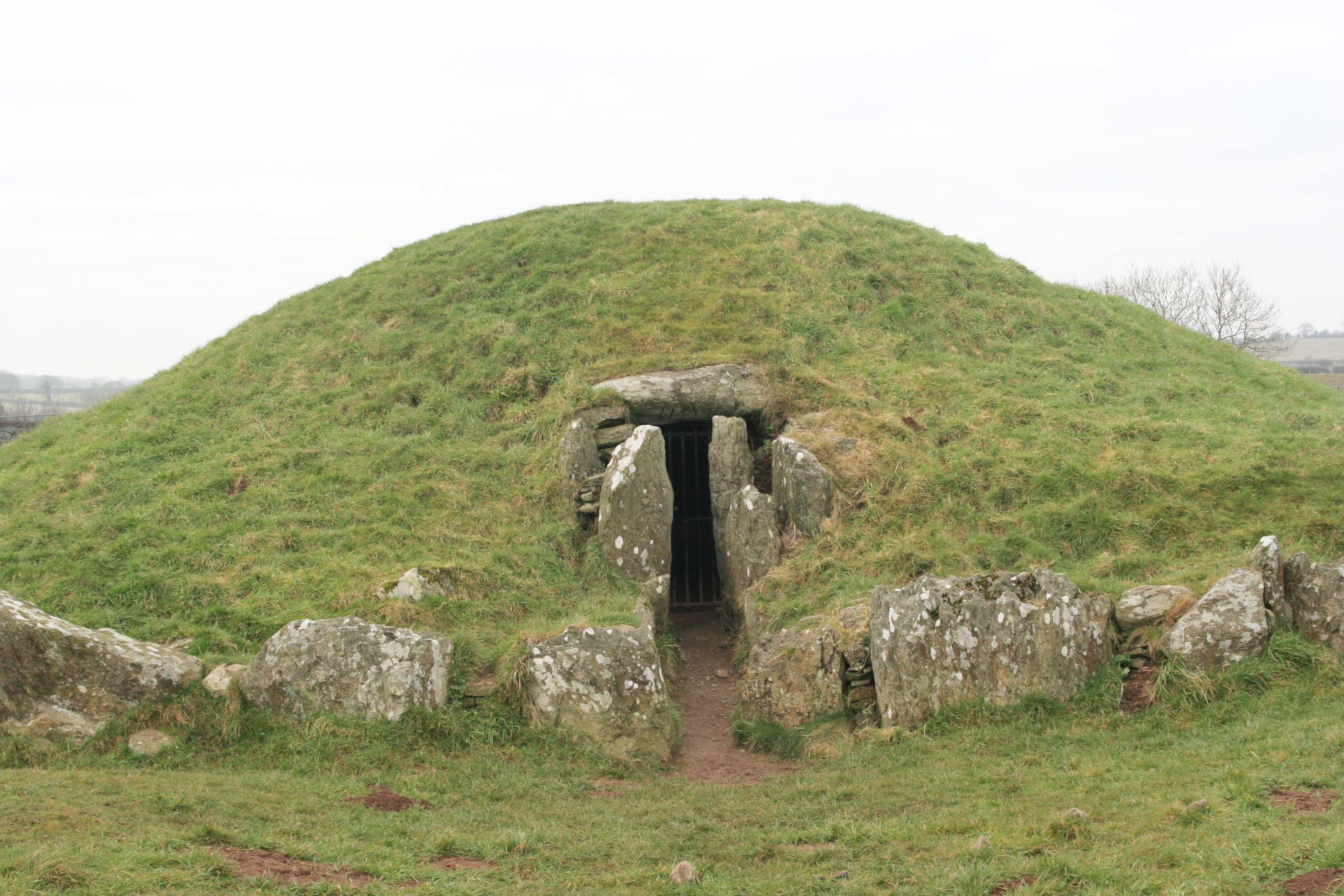
Bryn Celli Ddu

Bryn Celli Ddu je pravěké naleziště na ostrově Anglesey na severu Walesu. Nachází v blízkosti vesnice Llanddaniel Fab. Jeho název znamená „kopec ve tmavém háji“. Naleziště bylo v roce 1699 vypleněno a v letech 1928 až 1929 archeologicky zkoumáno. Během období neolitu stál na tomto místě kamenný kruh a henge. Byly zde nalezeny spálené části malých lidských kostí z oblasti ucha. Kameny byly v mladší době bronzové odstraněny a byl zde postaven průchodový hrob jako vrchol na středu henge.